# Headshaking
Als Headshaking wird bei Pferden eine Symptomatik bezeichnet, die Ausdruck eines Krankheitsgeschehens ist.

## Symptome
Das Symptom des Kopfschlagens (englisch Headshaking) ist namensgebend für die Krankheit. Anders als z. B. Koppen oder Weben ist das Headshaking keine Verhaltensstörung. Oft versuchen die Tiere die Nase bzw. den Kopf am Boden, der Wand oder den Vorderbeinen zu reiben. Das Krankheitsbild beginnt oft schleichend und kann sich soweit steigern, dass das Reiten unmöglich wird. Die Tiere sind im Extremfall so sehr abgelenkt, dass sie sich selbst, den Reiter und ihre Umgebung gefährden. Vielfach treten die Symptome auch nur jahreszeitlich (Frühjahr/Sommer) bedingt auf. Headshaker reagieren teils sensibel auf Berührungen am Kopf. Häufig wird eine Photosensibilität (Lichtempfindlichkeit) beschrieben.
Begleitsymptome können zudem ein starkes Reiben der Nüstern an den Vorderbeinen, am Boden oder einer Wand sein. Außerdem kann lautes, nervöses Schnauben oder vermehrtes Niesen auftreten.

## Ursachen
Grundsätzlich wird das Headshaking in zwei Kategorien eingeteilt: Das symptomatische (hier kennt man eine Ursache) und das idiopathische (hier kennt man keine Ursache) Headshaking. Das bedeutet, dass das Wort Headshaking das Symptom einer Krankheit beschreibt, für die es viele Ursachen geben kann. Das so genannte symptomatische Headshaking kann unter anderem seine Ursache haben in:
- Zahnproblemen
- Parasitenbefall am Kopf (Ohr)
- Ohrenkrankheiten
- krankhaften Veränderungen der Nasengänge oder Nasennebenhöhlen
- Augenkrankheiten
- Rückenproblemen
- Rittigkeitsproblemen
- Reiterfehlern

Vom so genannten idiopathischen Headshaking spricht man dann, wenn alle bekannten möglichen Ursachen ausgeschlossen wurden. Eine neuere Theorie besagt, dass das idiopathische Headshaking analog zur humanen Trigeminusneuralgie zu betrachten sein könnte. Hierbei handelt es sich um eine Erkrankung, bei der ausgehend vom 5. Gehirnnerv (Nervus trigeminus) Schmerzsignale an das Gehirn gesendet werden. Auch in der Humanmedizin ist die Ursache hierfür nicht immer hinlänglich geklärt. Eine ist ein pathologischer Gefäß-Nervenkontakt; hier soll eine benachbarte Arterie zu nah an dem Nerven entlanglaufen und ihn durch die von dem vorbeiströmenden Blut verursachte Peristaltik reizen.
Ein Erklärungsversuch für alle anderen Fälle ist das Kurzschluss-Effekt-Modell, das von einer Demyelinisierung von Nervenfasern des N. trigeminus ausgeht. Beim Menschen wird im Zusammenhang mit der Trigeminusneuralgie oft von elektroschockartigen Schmerzen gesprochen.

## Behandlung
Die Behandlung ist durch die Vielzahl der oft schwierig zu diagnostizierenden Ursachen oft nicht einfach. In den Fällen symptomatischen Headshakings muss selbstverständlich die Ursache behandelt werden. Handelt es sich um idiopathisches Headshaking, so wird momentan im Wesentlichen versucht, das Symptom (das Kopfschütteln) zu lindern. In der letzten Zeit wurde oft mit einem Nasennetz gearbeitet, eine Art Gaze, die über den Nüstern befestigt wird. Ein Effekt ist vor allem bei leichteren Fällen beschrieben. Die Theorie besagt, dass der mechanische Reiz den Schmerzreiz lindert, ähnlich dem Effekt beim Kratzen. Eine medikamentöse Therapie des idiopathischen Headshakings kann versucht werden. Das Mittel der Wahl ist das Antikonvulsivum Carbamazepin bzw. Gabapentin. Diese Therapie führt allerdings nicht in allen Fällen zum Erfolg, des Weiteren fallen diese Substanzen unter die beim Turnier dopingrelevanten Medikamente.
An der Tierärztlichen Hochschule Hannover läuft seit mehreren Jahren eine Studie zum Headshaking.